# Mackellar Inlet
Das Mackellar Inlet ist eine Bucht am nordwestlichen Kopfende der Admiralty Bay auf King George Island im Archipel der Südlichen Shetlandinseln.
Kartiert wurde sie 1909 vom französischen Polarforscher Jean-Baptiste Charcot bei der Fünften Französischen Antarktisexpedition (1908–1910). Namensgeber ist vermutlich Campbell Duncan Mackellar (1859–1925), ein Sponsor der Nimrod-Expedition (1907–1909) unter der Leitung des britischen Polarforschers Ernest Shackleton und der Australasiatischen Antarktisexpedition (1911–1914) unter der Leitung des australischen Polarforschers Douglas Mawson.